# Dryopteris caucasica
Dryopteris caucasica là một loài thực vật có mạch trong họ Dryopteridaceae. Loài này được Fraser-Jenk. & Corley miêu tả khoa học đầu tiên.